# Josef Lackner (Architekt)
Josef Lackner (* 31. Januar 1931 in Wörgl in Tirol; † 13. September 2000 in Innsbruck) war ein österreichischer Architekt und Hochschullehrer.

## Leben

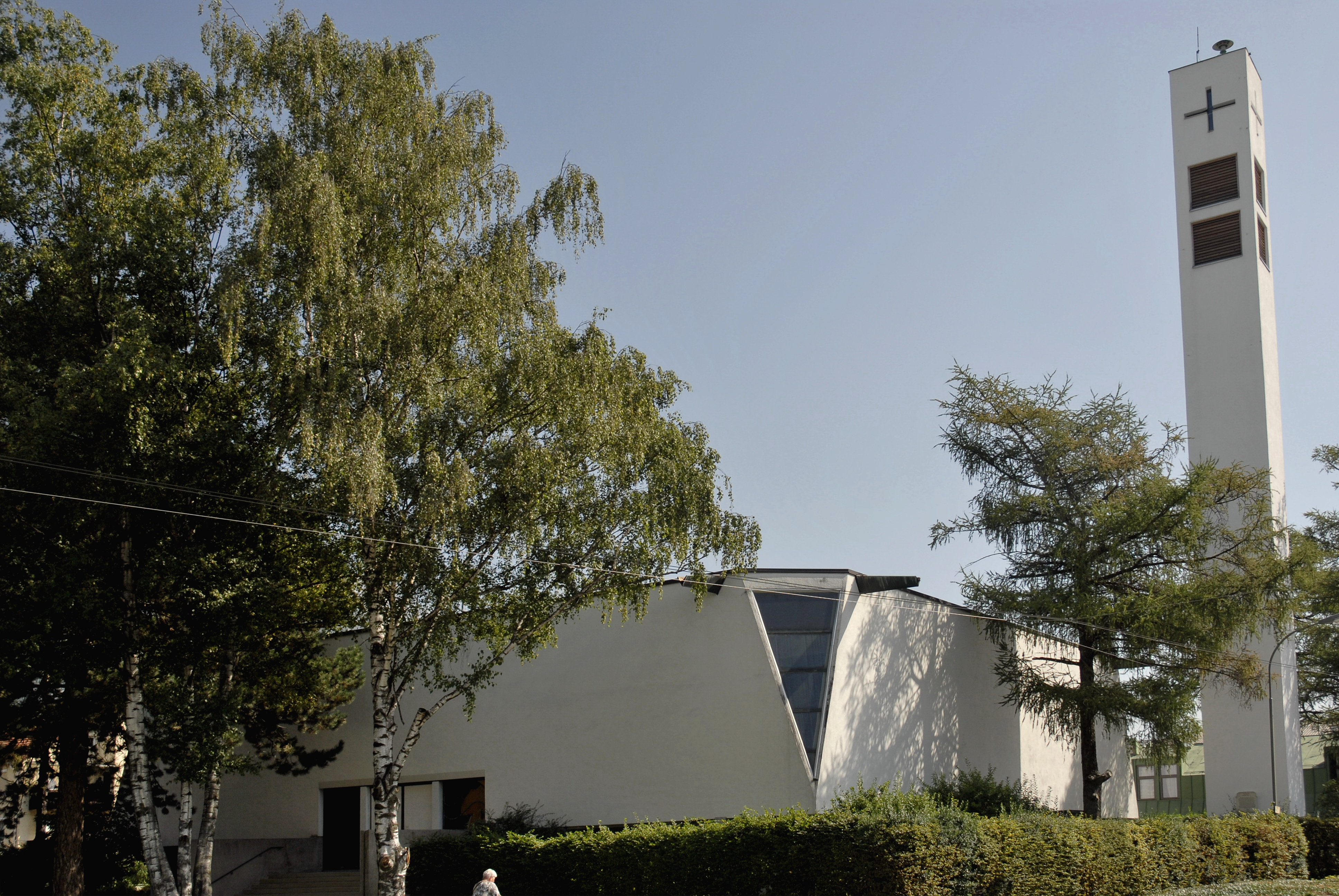
Pfarrkirche Neu-Arzl

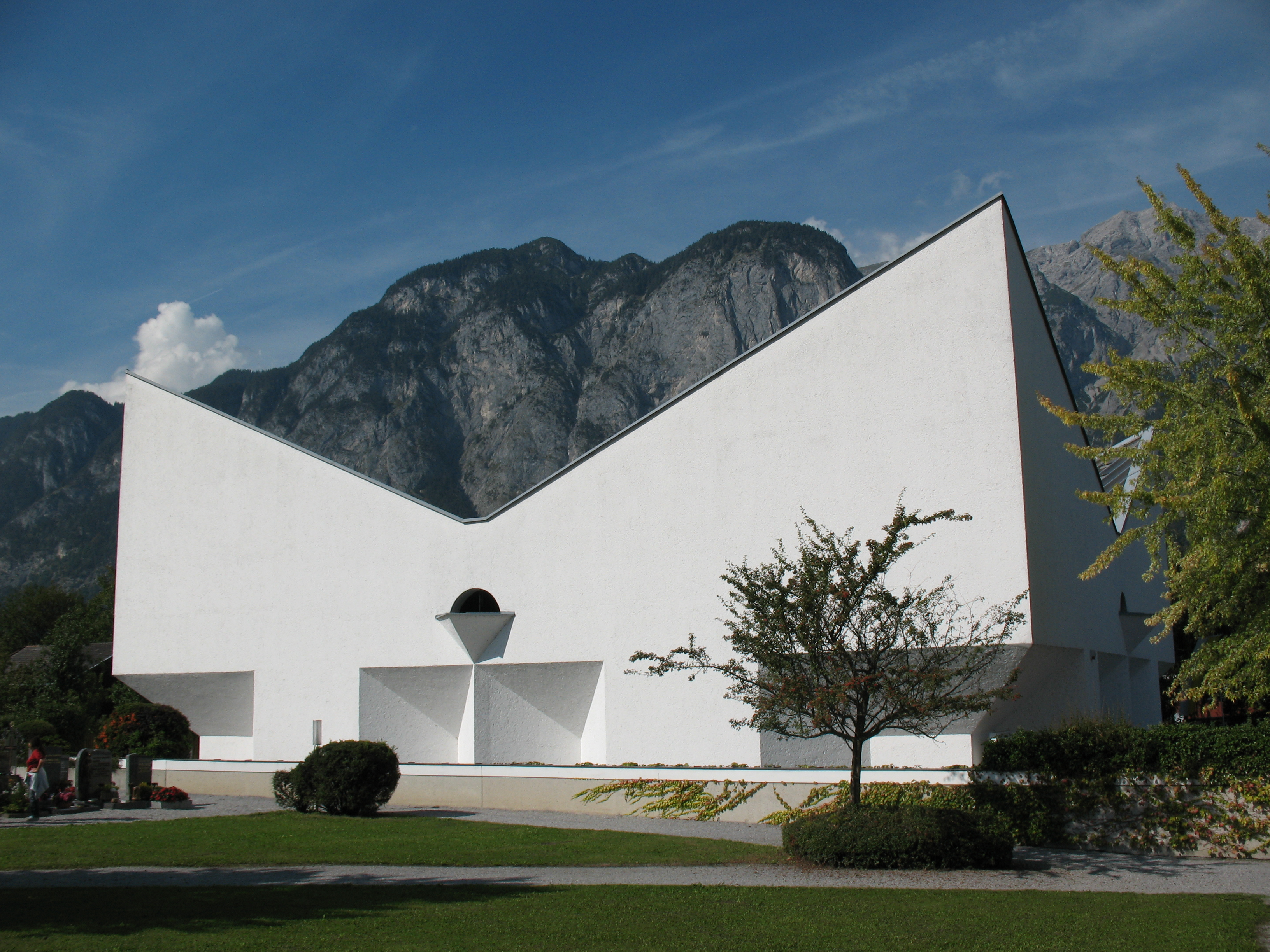
Emmauskirche Völs

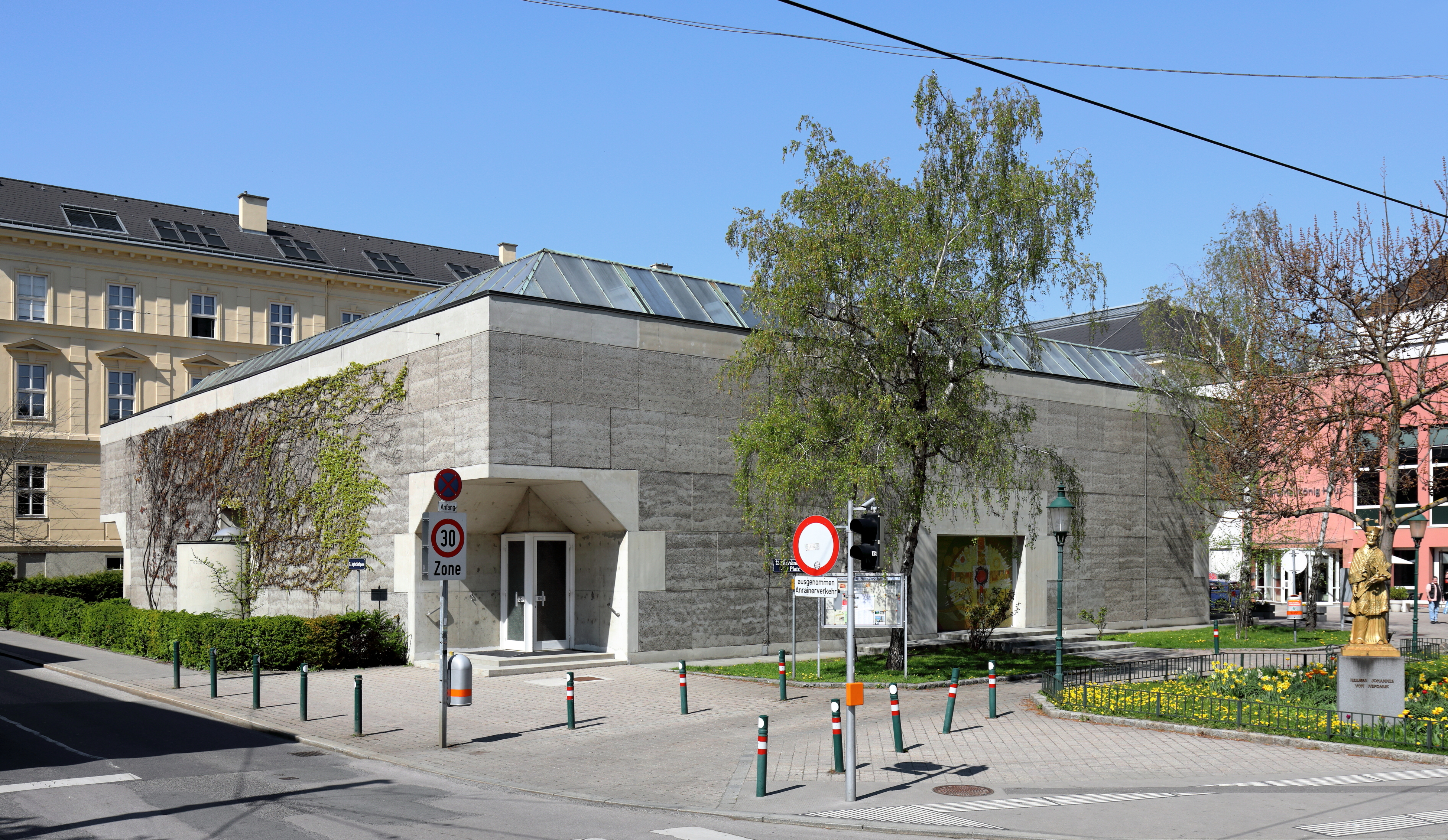
Konzilsgedächtniskirche in Lainz

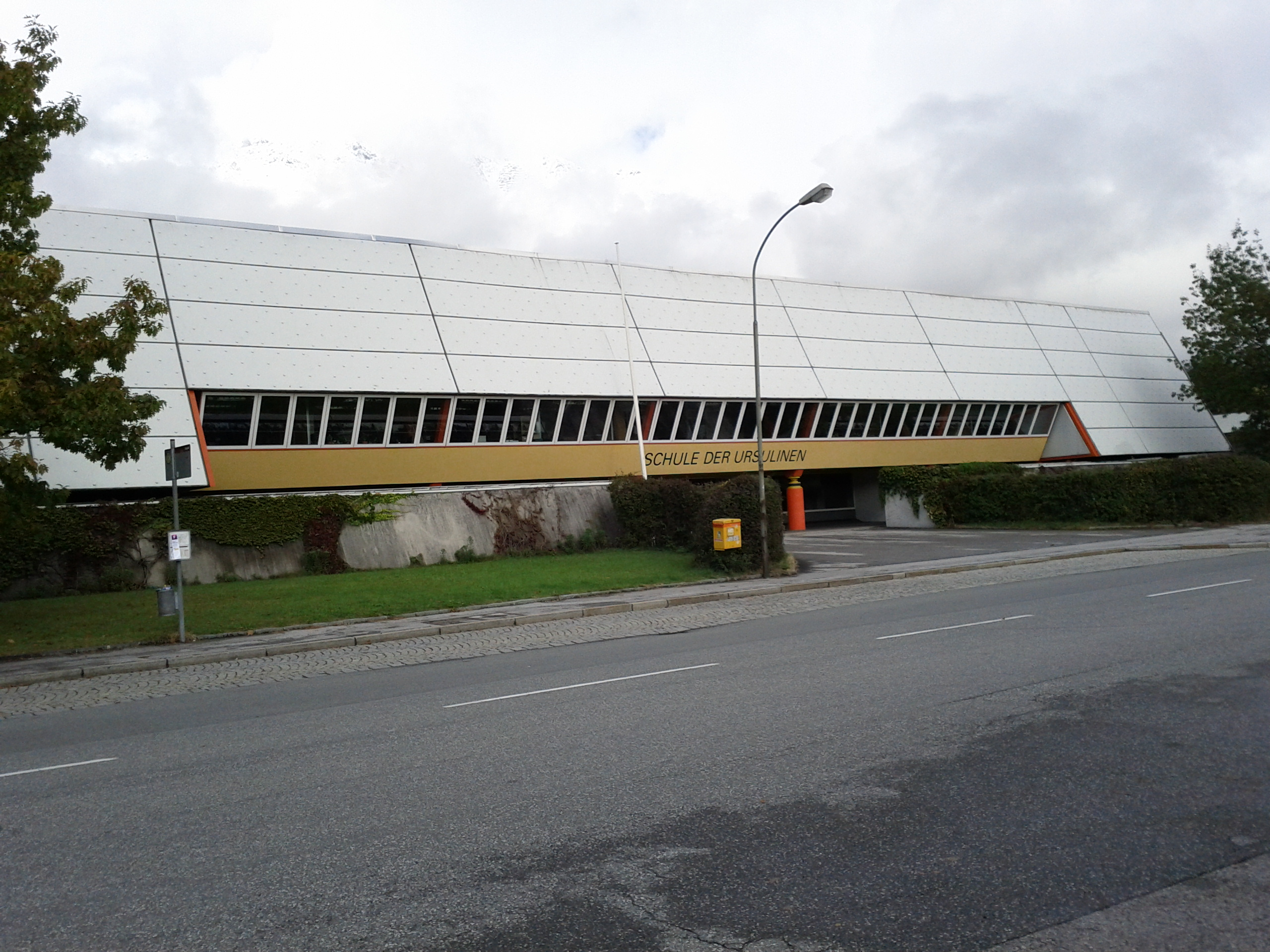
Ursulinenschule Innsbruck

Josef Lackner studierte an der Akademie der bildenden Künste Wien bei Clemens Holzmeister, wo er 1952 abschloss. Außerdem besuchte er die Internationale Sommerakademie für Bildende Kunst Salzburg bei Hans Hofmann.
Ab 1959 war er als Architekt in Innsbruck tätig, wo er 1961 sein eigenes Atelier eröffnete. Er arbeitete auch in München und Düsseldorf. Ab 1979 war er Professor für Entwerfen an der Fakultät für Bauingenieurwesen und Architektur der Universität Innsbruck, von 1993 bis 1995 auch Dekan und danach Prodekan.
Bekannt wurde er durch seine zeichenhaften Bauten (zum Beispiel Pfarrkirche Völs bei Innsbruck, 1965–1967).

„Ich möchte immer wieder einen erfinderischen Sprung machen. Ich möchte keinen trockenen Weg haben. Ich begegne dem Pessimismus. Ich kontrapunktiere.“

## Auszeichnungen

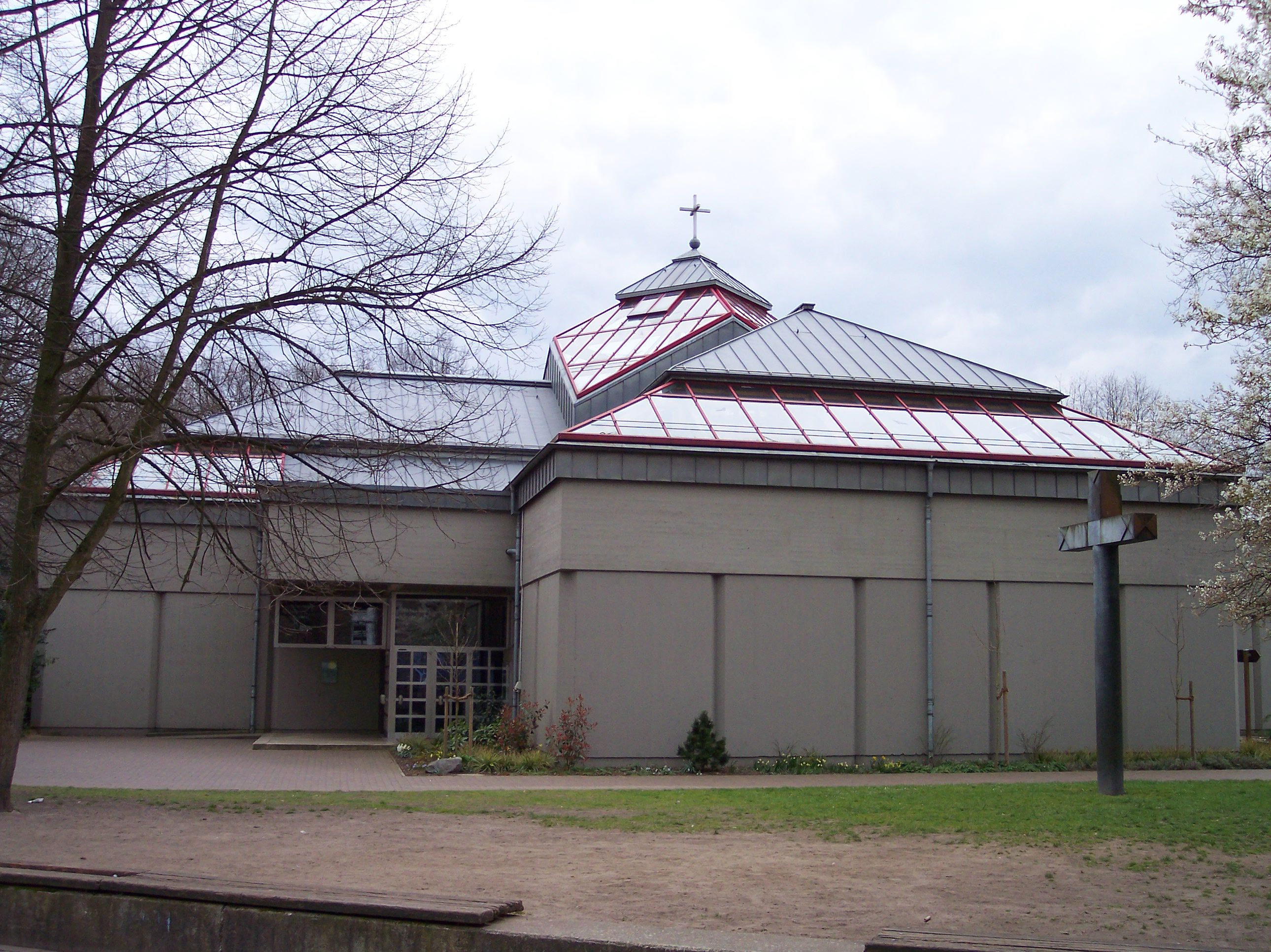
Kirche St. Barbara in Wulfen, ursprünglich mit Flachdächern

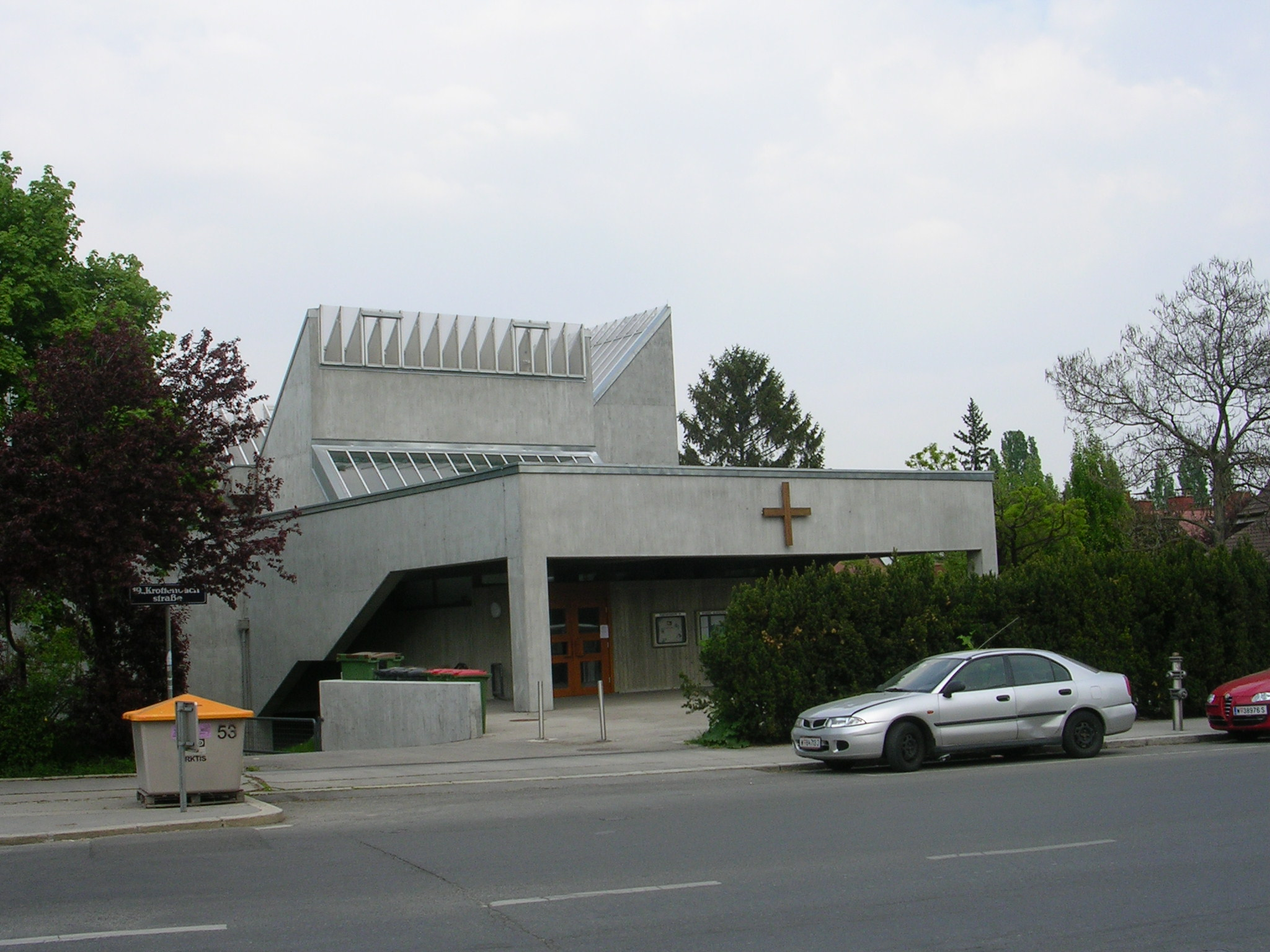
Pfarrkirche Glanzing

- 1977 Österreichischer Kunstpreis für Bildende Kunst
- 1979 Österreichischer Holzbaupreis, Haus Maier, Hatting
- 1989 Tiroler Landespreis für Kunst
- 1991 Auszeichnung des Landes Tirol für Neues Bauen – Auszeichnung, Wohnanlage Amthorstraße, Innsbruck
- 1992 Architekturpreis des Landes Salzburg, Wüstenrot Versicherungs-AG, Salzburg
- 1993 „Der Mensch im Raum“ – 1. Preis der AK Tirol, Wüstenrot Versicherungs-AG, Salzburg und Jenbacher
- Transportsysteme AG, Jenbach
- 1993 Auszeichnung des Landes Tirol für Neues Bauen – Anerkennung, Lichtlabor Bartenbach, Aldrans
- 1994 Österreichischer Bauherrenpreis 1994 Bürogebäude in Jenbach für die Jenbacher Transportsysteme AG
- 1996 Umweltpreis „Grüner Zweig“ der Österreichischen Forstwirtschaft, Binder Schichtholzwerk, Jenbach
- 1998 Ehrenzeichen des Landes Tirol

## Realisierungen
- 1958–1960 Pfarrkirche Neu-Arzl
- 1959–1960 Pfarrsaal vom Pfarrzentrum Neu-Rum
- 1961–1963 Umbau des Kircheninneren der Dekanatspfarrkirche Telfs, 1981 entfernt und rückerneuert
- 1963–1965 John-F.-Kennedy-Haus Innsbruck, Jugendzentrum der MK als Flügelbau des Jesuitenkolleg Innsbruck, zerstört
- 1964–1965 Umgestaltung der Aula Canisanum in Innsbruck
- 1965–1968 Konzilsgedächtniskirche Lainz-Speising in Wien-Lainz
- 1965–1967 Neue Pfarrkirche Völs
- 1966–1968 Haus Rossa in Rum
- 1966–1968 Haus Schlegelin Rum
- 1967–1969 Wohnanlage BGV II in Innsbruck
- 1967–1968 Haus Schirmer in Lans
- 1967–1971 Umbau und Aufstockung Lehrlingsheim KAV in Telfs
- 1968–1971 Glanzinger Pfarrkirche
- 1968–1971 Pfarrkirche St. Barbara in Neue Stadt Wulfen
- 1969–1979 Grottenbad Flora (Paul Flora) im Stadtteil Hungerburg von Innsbruck, im September 2018 abgerissen[1]
- 1969–1970 Neugestaltung der Kapelle Canisianum in Innsbruck
- 1969–1971 Haus Karl Gruber in Schwarzach-St. Veit
- 1969–1971 Kirche St. Norbert in Innsbruck
- 1970 Geschäftsgestaltung Forum Dress in Berlin/Steglitz
- 1971–1979 Ursulinenschule Innsbruck mit Gymnasium, Internat und Kloster der Ursulinen
- 1974–1976 Jugendzentrum Fellbach in Fellbach
- 1975–1977 Wohnhäuser in Wiesenhöfe
- 1975–1977 Wohnhäuser in Aldrans-Herzsee
- 1975–1978 mit Horst Parson Arzbergsiedlung in Telfs
- 1986–1988 Lichtlabor Bartenbach in Aldrans, 1996–1997 Erweiterung
- 1988–1992 Wüstenrot Versicherungs-Center in Salzburg-Josefiau,
- 1990–1992 Wohnanlage Amthorstraße in Innsbruck,
- 1992–1993 Verwaltungsgebäude Jenbacher AG in Jenbach
- 1993–1994 Mechanische Werkhalle der Jenbacher AG
- 1994 Talstation Rifflseebahn in Mandarfen
- 1995–1996 Binderholz Verwaltungsgebäude und Büro- und Geschäftshaus in Fügen
- 1995–1996 Aufstockung Brenner-Archiv
- 1996 Binderholz Schichtholzwerk in Jenbach
- 1996 Bühnenbild Baumeister Solness im Landestheater in Innsbruck
- 1998–2000 Mensa-Neugestaltung und Aufstockung Institut für Translationswissenschaften (Dolmetschinstitut)
- 1998–2000 Produktionshalle Dinkhauser Kartonagen in Hall in Tirol
- 2000–2001 Produktionshalle Jenbacher AG in Jenbach

## Ausstellungen
- 2001: Architekturforum Tirol: Josef Lackner 1931–2000. Ungebautes.

## Publikationen
- Architekturforum Tirol (Hrsg.), Redaktion Monika Abendstein, Rainer Köberl, Arno Ritter: Josef Lackner. Bildband. Mit Texten von Josef Lackner zu Realisationen und Projekten, Werkverzeichnis, Verlag Anton Pustet, Salzburg 2003, Auflage 1700 Stück, ISBN 3-7025-0477-X.